# Atherton (Kalifornia)
Atherton – miasto w Stanach Zjednoczonych, w stanie Kalifornia, w hrabstwie San Mateo.